# Chris Marinucci
Christopher Jon Marinucci, född 29 december 1971 i Grand Rapids, Minnesota, är en amerikansk före detta ishockeyspelare.

## Spelarkarriär
I början av sin karriär spelade Marinucci fyra år med University of Minnesota Duluths hockeylag, där han blev utnämnd till ligans MVP och tilldelades även Hobey Baker Award som den bäste manlige ishockeyspelaren i NCAA. Marinucci blev draftad av New York Islanders i den femte omgången, 90:e totalt, i NHL Entry Draft 1990 och spelade i IHL med Denver Grizzlies. Under säsongen 1994/1995 gjorde Marinucci sin NHL-debut med New York Islanders. 
Han flyttade sedan vidare till olika ligor, bland annat Eisbären Berlin i DEL, IF Björklöven i Hockeyallsvenskan, samt WCHL och ECHL. Den största delen av karriären spelade han dock i mest av sin karriär med flera lag i IHL. Under sin karriär på 14 år (1990-2004) vann han tre utmärkelser.

## Spelarstatistik

### Grundserie
| Säsong      | Lag                       | Liga        | GP  | G   | A   | Pts | PIM |
| ----------- | ------------------------- | ----------- | --- | --- | --- | --- | --- |
| 1990–91     | Minnesota Duluth Bulldogs | NCAA        | 36  | 6   | 10  | 16  | 20  |
| 1991–92     | Minnesota Duluth Bulldogs | NCAA        | 37  | 6   | 13  | 19  | 41  |
| 1992–93     | Minnesota Duluth Bulldogs | NCAA        | 40  | 35  | 42  | 77  | 52  |
| 1993–94     | Minnesota Duluth Bulldogs | NCAA        | 38  | 30  | 31  | 61  | 65  |
| 1994–95     | Denver Grizzlies          | IHL         | 74  | 29  | 40  | 69  | 42  |
| 1994-95     | New York Islanders        | NHL         | 12  | 1   | 4   | 5   | 2   |
| 1995–96     | Utah Grizzlies            | IHL         | 8   | 3   | 5   | 8   | 8   |
| 1996–97     | Los Angeles Kings         | NHL         | 1   | 0   | 0   | 0   | 0   |
| 1996–97     | Utah Grizzlies            | IHL         | 21  | 3   | 13  | 16  | 6   |
| 1996–97     | Phoenix Roadrunners       | IHL         | 62  | 23  | 29  | 52  | 26  |
| 1997–98     | Chicago Wolves            | IHL         | 78  | 27  | 48  | 75  | 35  |
| 1998–99     | Chicago Wolves            | IHL         | 82  | 41  | 40  | 81  | 24  |
| 1999–00     | Chicago Wolves            | IHL         | 80  | 31  | 33  | 64  | 18  |
| 2000–01     | Kokudo                    | Japan       | 40  | 29  | 30  | 59  | 0   |
| 2001–02     | Eisbären Berlin           | DEL         | 53  | 10  | 26  | 36  | 24  |
| 2002–03     | Idaho Steelheads          | WCHL        | 26  | 12  | 20  | 32  | 2   |
| 2002–03     | IF Björklöven             | HA          | 12  | 6   | 7   | 13  | 6   |
| 2003–04     | Idaho Steelheads          | ECHL        | 13  | 5   | 8   | 13  | 4   |
| 2003–04     | Storhamar Dragons         | GET         | 17  | 4   | 5   | 9   | 26  |
| NHL totalt  | NHL totalt                | NHL totalt  | 13  | 1   | 4   | 5   | 2   |
| NCAA totalt | NCAA totalt               | NCAA totalt | 151 | 77  | 96  | 173 | 78  |
| IHL totalt  | IHL totalt                | IHL totalt  | 405 | 157 | 208 | 365 | 159 |

### Slutspel
| Säsong         | Lag                | Liga           | GP | G  | A  | Pts | PIM |
| -------------- | ------------------ | -------------- | -- | -- | -- | --- | --- |
| 1994–95        | Denver Grizzlies   | IHL            | 14 | 3  | 4  | 7   | 12  |
| 1997–98        | Chicago Wolves     | IHL            | 22 | 7  | 6  | 13  | 12  |
| 1998–99        | Chicago Wolves     | IHL            | 10 | 3  | 5  | 8   | 10  |
| 1999–00        | Chicago Wolves     | IHL            | 16 | 5  | 4  | 9   | 10  |
| 2001–02        | Berlin Polar Bears | DEL            | 4  | 0  | 0  | 0   | 6   |
| 2003–04        | Storhamar Dragons  | NEL            | 13 | 6  | 5  | 11  | 41  |
| Playoff totalt | Playoff totalt     | Playoff totalt | 81 | 24 | 24 | 48  | 91  |